# Morris Hillquit

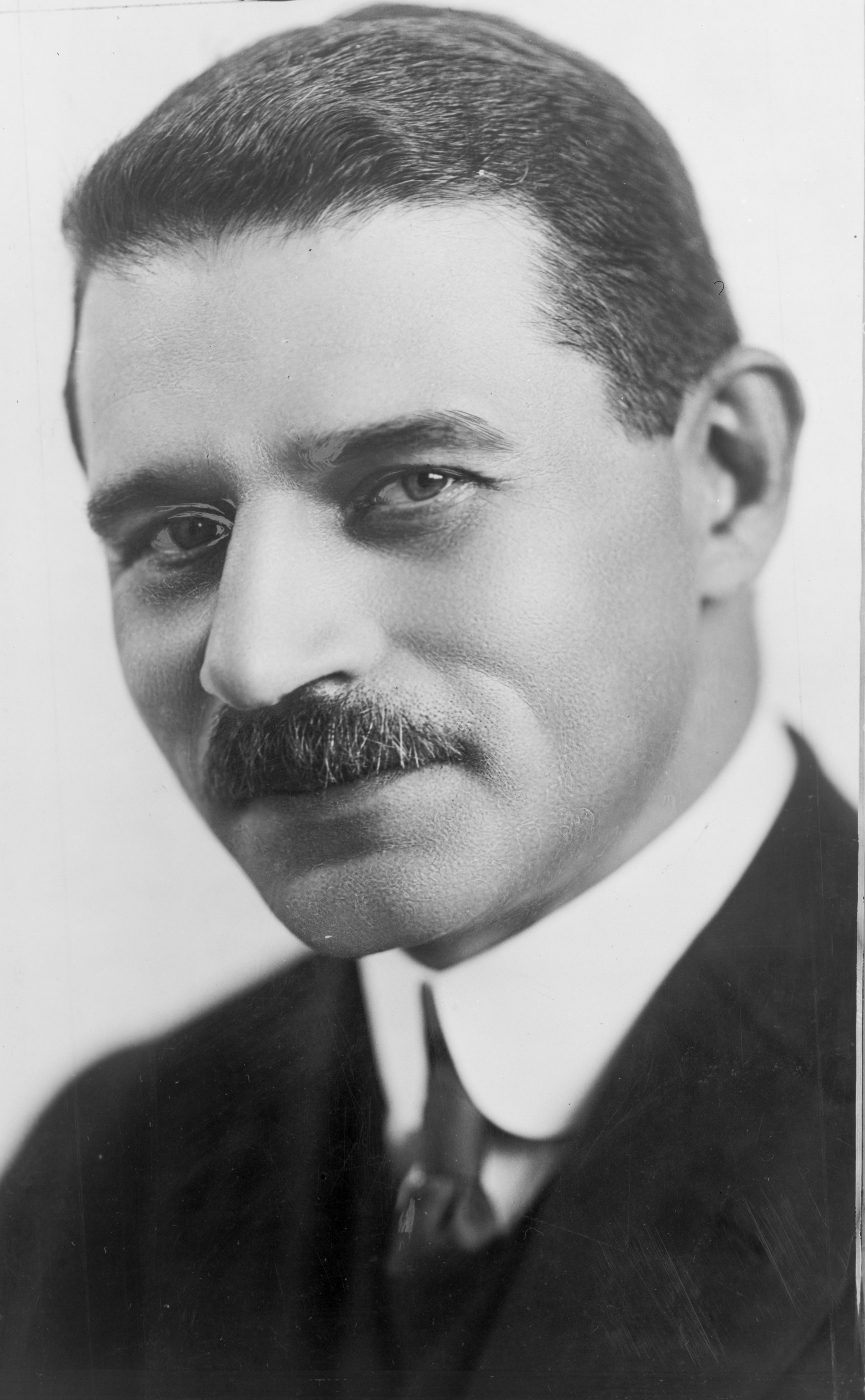
Morris Hillquit um 1915

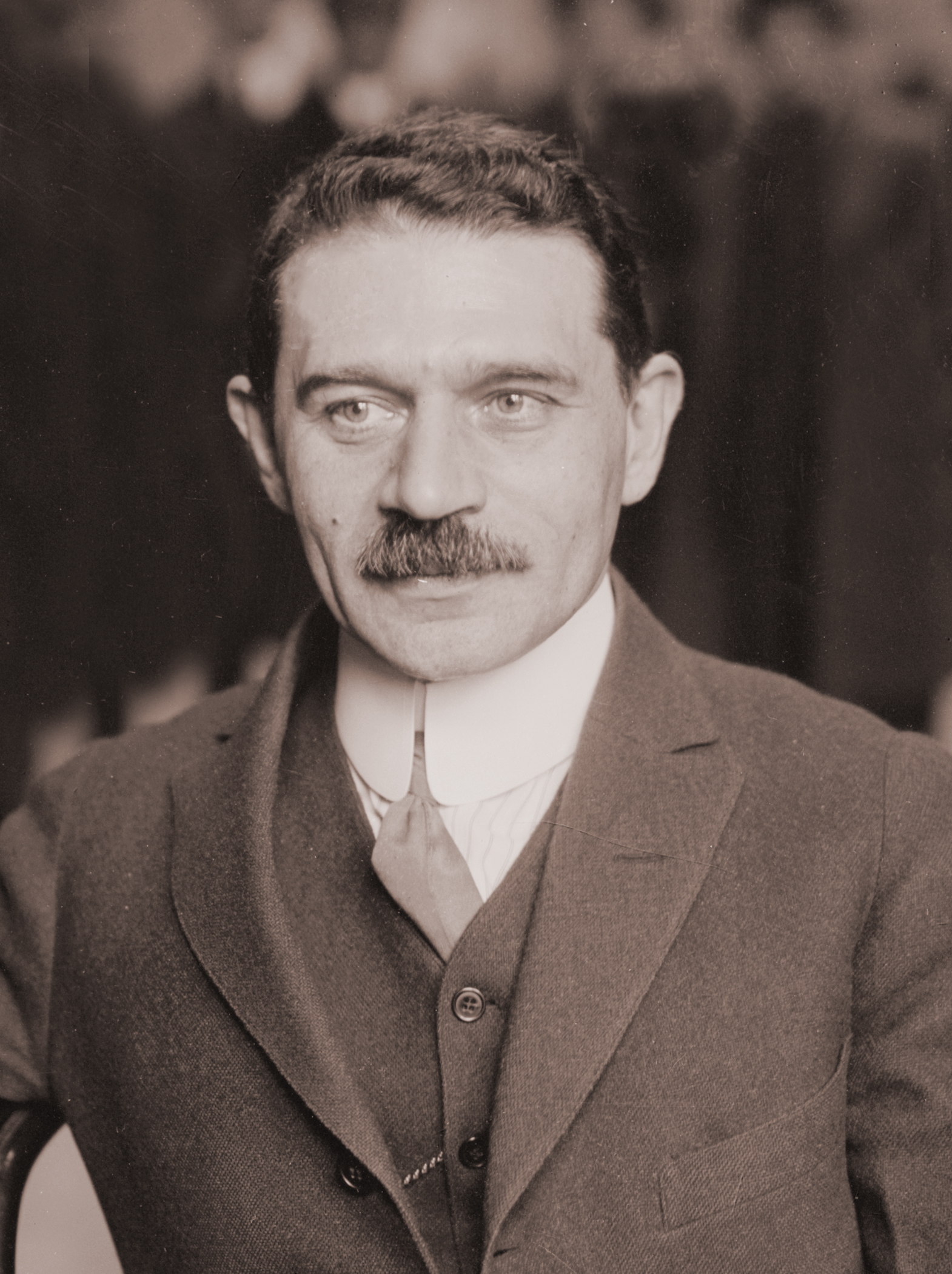
Morris Hillquit am 25. Juli 1924

Morris Hillquit (* 1. August 1869 in Riga als Moishe Hillkowitz; † 8. Oktober 1933 in New York City) war ein russisch-amerikanischer Jurist und Politiker. Er war in den USA einer der Gründer der Sozialistischen Partei Amerikas (SPA). Er war in New York City der Vorsitzende der SPA und in der Lower East Side ein prominenter Anwalt für Arbeitsrecht.

## Leben
Moishe (in den USA später: Morris), Sohn des jüdischen Fabrikbesitzers Benjamin Hillkowitz, besuchte als 13-Jähriger eine russischsprachige säkulare Rigaer Schule. 1884 emigrierte der Vater mit dem ältesten Sohn aus wirtschaftlichen Gründen in die Vereinigten Staaten. Beide bezogen eine Zweizimmerwohnung in einer New Yorker Mietskaserne. 1886 kam Morris mit dem Rest der Familie nach. Das Leben jener ersten amerikanischen Jahre in der Lower East Side schildert Morris Hillquit in seiner postum erschienenen Autobiographie als ärmlich. Der schwächliche Jugendliche versuchte sich in verschiedenen Jobs; arbeitete in der Textilbranche.
1887, an seinem 18. Geburtstag, trat Morris in die marxistisch-leonistische Socialist Labor Party of America (SLP, etwa: Sozialistische Partei der Arbeit von Amerika) ein. 19-jährig wurde Morris Geschäftsführer der von Abraham Cahan und Morris Wintschewski gegründeten jiddischen Arbeter Zeitung. 1893 absolvierte er die New York University School of Law (etwa: Juristische Fakultät der New York University) und wurde als Anwalt zugelassen.
1901 gelang Morris Hillquit die Vereinigung der SLP (siehe oben) mit der Social Democratic Party von Victor L. Berger und Eugene V. Debs zur SPA (siehe ganz oben). Für den Rest seines Lebens blieb Morris Hillquit der SPA als einer ihrer Parteiführer treu.
Auf dem VI. Internationalen Sozialistenkongress der zweiten Internationale vom 14. bis 20. August 1904 in Amsterdam befasste sich Morris Hillquit auch mit der Anti-Immigrations-Resolution. Es ging um das US-Problem der Einwanderungsquoten. Angeheuerte Arbeitssklaven (zum Beispiel Chinesen und Neger) benutzte das US-Kapital seinerzeit als billige Konkurrenten gegen renitente heimische Industriearbeiter.
In den Jahren bis zum Kriegsausbruch ließ sich Morris Hillquit auf zermürbende innerparteiliche Flügelkämpfe ein. Sein Widerpart, der radikale Big Bill Haywood, operierte vom linken syndikalistischen SPA-Flügel als Anführer der IWW.
Der Internationalist und Antimilitarist Morris Hillquit setzte sich zusammen mit Meyer London und dem Gewerkschafter James H. Maurer am 26. Januar 1916 beim Präsidenten Wilson gegen den Kriegseintritt der USA ein. Als Anwalt kämpfte Hillquit in schwierigen Kriegszeiten für die Pressefreiheit.
Im Sommer 1919 strebte der linke SPA-Flügel eine Abspaltung – die Gründung einer Communist Labor Party of America – an. Morris Hillquit, der an Tuberkulose litt, konnte das Geschehen nur vom Sanatorium aus verfolgen.

## Werke (Auswahl)
- Geschichte des Sozialismus in den Vereinigten Staaten. Autorisierte Übersetzung von Karl Müller-Wernberg. Eingeführt von F. A. Sorge. Verlag J. H. W. Dietz Nachfolger, Stuttgart 1906. Internationale Bibliothek Bd. 39 (Funk & Wagnalls, New York 1903: History of Socialism in the United States[5], fünf Auflagen zu Lebzeiten des Autors). Es existieren noch Übertragungen ins Russische, Jiddische, Finnische und Polnische.
- Recent Progress of the Socialist and Labor Movements in the United States (etwa: Jüngste Fortschritte der sozialistischen und Arbeiterbewegung in den Vereinigten Staaten). Charles H. Kerr & Co., Chicago 1907[6]
- Sozialismus – seine Theorie und seine Praxis. Hepner 1911 (Macmillan, New York 1909: Socialism in Theory and Practice)[7]
- Socialism summed up (etwa: Sozialismus kurzgefasst). H.K. Fly, New York 1912[8]
- From Marx to Lenin (Von Marx zu Lenin). Hanford Press, New York 1921[9]
- postum: Autobiographie: Loose leaves from a busy life (etwa: Lose Blätter aus einem unruhigen Leben). Macmillan Co., New York 1934

## Anmerkung
1. ↑  Leo Trotzki spielt in seinem Erinnerungen auf diesen Europabesuch Hillquits an. Am 13. Januar 1917 landet der Emigrant Trotzki in New York. Zwölf Jahre später artikuliert er in seinen Reminiszenzen an die US-amerikanischen Sozialisten ausschließlich Unverständnis und Häme: „Die sozialistische Partei der Vereinigten Staaten ist ideologisch weit zurückgeblieben, sogar hinter dem europäischen Sozialpatriotismus. Der Hochmut der damals noch neutralen amerikanischen Presse gegenüber dem besessenen Europa fand auch in den Urteilen der amerikanischen Sozialisten ein Echo. Menschen wie Hillquit waren nicht abgeneigt, die Rolle des sozialistischen amerikanischen Onkelchens zu spielen, der im rechten Augenblick nach Europa kommen und die streitenden Parteien der Zweiten Internationale miteinander versöhnen würde ... In den Vereinigten Staaten gibt es eine breite Schicht ... halbprosperierender Ärzte, Advokaten, Dentisten, ... Hillquit [, ist] der idealste sozialistische Führer der prosperierenden Zahnärzte ... Die Hauptkunst Hillquits bestand darin, auf seinem linken Flügel Debs zu behalten, ...“ (Trotzki, S. 247, 2. Z.v.u. bis S. 248, 2. Z.v.u., siehe auch In New York bei MIA)